# Юшкова (Свердловская область)
Юшкова — деревня в Тугулымском городском округе Свердловской области России.

## Географическое положение
Деревня Юшкова муниципального образования «Тугулымского городского округа» расположено в 8 километрах к север-северо-востоку от посёлка Тугулым (по автотрассе в 11 километрах), в долине реки Айба  (левого притока реки Пышма). Через деревню проходит Сибирский тракт, а само село является крайним восточным населенным пунктом Свердловской области.

## История
Деревня Юшкова была основана ямским охотником Юшко Володиным в 1600 году.
В 1976 году местным жителем А.С. Марандиным был найден клад монет весом более 37 пуд. Клад состоял из 12 395 монет достоинством 5 копеек, отчеканенных в 1758–1796 годах. Найден на месте, где в старину располагалась баня владельца постоялого двора.

## Население
| 2002 | 2010 | 2021 |
| ---- | ---- | ---- |
| 208  | ↘198 | ↘118 |